# М. В. С. Харанатха Рао
М. В. С. Харанатха Рао (телугу ఎం. వి. ఎస్. హరనాథ రావు; 27 июля 1948, Гунтур — 9 октября 2017, Онголе) — индийский драматург, сценарист и актёр, работавший в театре и кино на телугу. Автор диалогов для более чем 150 фильмов. Пятикратный лауреат Nandi Awards.

## Биография
Харанатха Рао родился 27 июля 1948 года. С 6 лет выступал на театральной сцене. Учился в Гунтуре и получил степень в области коммерции.
Первая написанная Рао пьеса носила название Rakta Bali. Последняя — Kanya Varasulkam, показывающая уверенную современную женщину-телугу в своей социальной среде, выиграла премию за лучшую драму от Департамента по делам культуры Андхра-Прадеш.
Среди других его известных пьес: Raktabali, Jagannatha Ratha Chakralu, Kshirasagara Mathanam и Antham Kadidi Arambham.
Две его пьесы, Lady Champina Puli Netturu и Aranya Rodanam, впоследствии были экранизированы как Erra Mandaram (1991) и Ida Prapachanam (1987) соответственно.
В кино Рао пришёл благодаря режиссёру Т. Кришне, заметившему его в театре, и написал диалоги почти для всех его фильмов.
Среди наиболее известных его работ фильмы Pratighatana (1985), Idaa Prapancham (1987), Bharata Nari (1989), Anna (1994) и Ammayi Kapuram (1995), принесшие ему премию «Нанди» за лучшие диалоги. Рао также снялся примерно в 20 фильмах и получил признание за своё актёрское исполнение в фильмах Rakshasudu и Swayamkrushi. Одной из последних его работ стала роль в фильме Hora Hori режиссёра Теджи.
М. В. С. Харанатха Рао скончался от остановки сердца 9 октября 2017 года в Онголе. У него осталась жена Котешварамма и трое детей: Сахитья, Шри Сукта и Натья.